# Церква Святого Іоана Милостивого (Яремче)
Церква Святого Іоана Милостивого (Яремче) — гуцульська дерев'яна церква в передмісті Ямна міста Яремче Івано-Франківської області, Україна, пам'ятка архітектури національного значення.

## Історія
Церква розташована в передмісті Ямна на вулиці Ковпака 2. За різними даними церква в цій місцевості згадується як Церква Пресвятої Трійці (у 1701 році), або Церква Святого Архістратига Михаїла (XVII – XVIII ст.), або  церква Святого Івана Милостивого (1766 р., 1832 р.).
У радянський період церква  охоронялась як пам'ятка архітектури Української РСР (№ 1138). Церква використовуєть громадою Української греко-католицької церкви. В церкві служили такі священники Коломийської єпархії УГКЦ: о. Андрій Бойчук, о. Ілля Ступчук.
На території церковного кладовища на могилі війта Яреги розташовується великий кам'яний хрест, витесаний місцевими каменотесами. 

## Архітектура
Церква п'ятизрубна хрестоподібна з великим зрубом нави на якому на восьмигранній основі шатровий купол бані. Також в церкві невеликі бокові рамена. Зруби церкви однакової ширини. Опасання храму розташоване на вінцях зрубів. До вівтаря зі сходу прибудована ризниця. Бокові зруби перекриті двоскатними дахами. В наві розташовано невеликий іконостас. 

## Дзвіниця
В комплексі пам'ятки розташовується двоярусна квадратна в плані дзвіниця. Верхній ярус оформлено у формі аркади-галереї. В дзвіниці є опасання, розташоване на вінцях зрубу першого яруса. Дзвіниця перекрита шатровим дахом.